# Vincenzo Iaquinta
Vincenzo Iaquinta, né le 21 novembre 1979 à Crotone, est un ancien footballeur italien qui évoluait au poste d'attaquant.

## Carrière

### En club
Vincenzo Iaquinta rentre dans le monde du football à 17 ans dans le club amateur de Reggiolo dans lequel il restera deux ans. En février 1998, il commence sa carrière professionnelle avec l'équipe de Padova qui évolue en Serie B (où il est repéré par le dirigeant du club Piero Aggradi). Après 13 matchs et 3 buts dans ce club, il est vendu à l'équipe de Castel di Sangro où il évoluera pendant deux saisons (52 matchs/8 buts).
En 2000, il est engagé par l'Udinese, club dans lequel il fait ses débuts en Serie A. Initialement, il est cantonné à un rôle de remplaçant mais rapidement il s'impose comme titulaire indiscutable de l'équipe. Avec l'Udinese, il obtient la qualification pour jouer le tour préliminaire de la Ligue des champions en se positionnant à la 4e place du championnat italien lors de la saison 2004-2005. En partie grâce aux trois buts qu'il marque pendant le tour préliminaire, l'Udinese participe à la phase de groupes de la Coupe d'Europe qu'elle termine à la troisième place ex æquo avec le deuxième du groupe (Werder Brême. Le club est alors reversé en coupe de l'UEFA où il élimine Lens avant de tomber contre le Levski Sofia.
Durant l'été 2007, il est acheté par la Juventus, qui débourse un peu plus de 11 millions d'euros pour s'assurer les services de l'attaquant. Dans le club turinois, il a confirmé ses bonnes prestations avec son précédent club et s'est affirmé comme l'un des meilleurs attaquants de Serie A aux côtés de joueurs comme Alessandro Del Piero et David Trezeguet. Il y achève sa carrière en 2013.

### Équipe nationale
Après avoir disputé 10 matchs et marqué un but avec les espoirs italiens, il joue son premier match avec l'équipe nationale italienne en 2005, convoqué par le sélectionneur Marcello Lippi. En 2006, il participe à la victoire de la Coupe du monde en Allemagne, jouant cinq matchs avec la Squadra azzurra, et marquant un but face au Ghana. En équipe nationale, il portait le n° 15. Iaquinta joua une seconde compétition internationale lors de la Coupe du monde 2010. Durant le tournoi il égalise face à la Nouvelle-Zélande d'un penalty trompant Mark Paston. 

## Palmarès
Équipe nationale :
- Vainqueur de la Coupe du monde 2006 (Italie).
- International italien (39 sél., 6 but) Première sélection le 30 mars 2005 : Italie 0 - 0 Islande.

### Buts internationaux
| Buts de Vincenzo Iaquinta | Buts de Vincenzo Iaquinta | Buts de Vincenzo Iaquinta              | Buts de Vincenzo Iaquinta | Buts de Vincenzo Iaquinta | Buts de Vincenzo Iaquinta | Buts de Vincenzo Iaquinta               |
| #                         | Date                      | Lieu                                   | Adversaire                | Score                     | Résultats                 | Compétitions                            |
| ------------------------- | ------------------------- | -------------------------------------- | ------------------------- | ------------------------- | ------------------------- | --------------------------------------- |
| 1                         | 12 juin 2006              | AWD-Arena, Hanovre                     | Ghana                     | 2-0                       | 2-0                       | Coupe du monde 2006                     |
| 2                         | 1er avril 2009            | Stadio San Nicola, Bari                | République d'Irlande      | 1-0                       | 1-1                       | Éliminatoires de la Coupe du monde 2010 |
| 3                         | 10 juin 2009              | Atteridgeville Super Stadium, Pretoria | Nouvelle-Zélande          | 3-3                       | 4-3                       | Match amical                            |
| 4                         | 10 juin 2009              | Atteridgeville Super Stadium, Pretoria | Nouvelle-Zélande          | 4-3                       | 4-3                       | Match amical                            |
| 5                         | 9 septembre 2009          | Stadio Olimpico, Turin                 | Bulgarie                  | 2-0                       | 2-0                       | Éliminatoires de la Coupe du monde 2010 |
| 6                         | 20 juin 2010              | Mbombela Stadium, Nelspruit            | Nouvelle-Zélande          | 1-1                       | 1-1                       | Coupe du monde 2010                     |

## Condamnation judiciaire
Le 31 octobre 2018, Vincenzo Iaquinta est condamné à deux ans de prison ferme pour des crimes liés à la possession d'armes et liens avec le groupe mafieux 'Ndrangheta. Son père Giuseppe, un entrepreneur accusé d'affiliation à ce groupe, a été condamné à 19 ans de prison.